# Lieutenant-gouverneur de Californie
Le lieutenant-gouverneur de Californie est le suppléant au gouverneur de Californie, bien qu'élu distinctement. Son mandat est de quatre ans renouvelable une fois. En l'absence du gouverneur, il exerce les fonctions de ce dernier. Il est le président du Sénat de l'État de Californie.
L'actuelle titulaire de la fonction est la démocrate Eleni Kounalakis, depuis le 7 janvier 2019.

## Liste des lieutenants-gouverneurs de Californie
| Démocrate | Républicain | Autres mouvements politiques |

| #  | Nom                          | Début de mandat | Fin de mandat | Parti                 | Servit sous le(s) gouverneur(s)    |
| -- | ---------------------------- | --------------- | ------------- | --------------------- | ---------------------------------- |
| 1  | John McDougall               | 1849            | 1851          | Démocrate indépendant | Peter Burnett                      |
| 2  | David C. Broderick (intérim) | 1851            | 1852          | Démocrate             | John McDougall                     |
| 3  | Samuel Purdy                 | 1852            | 1856          | Démocrate             | John Bigler                        |
| 4  | Robert M. Anderson           | 1856            | 1858          | Know-Nothing movement | J. Neeley Johnson                  |
| 5  | John Walkup                  | 1858            | 1860          | Démocrate             | John B. Weller                     |
| 6  | John Gately Downey           | 1860            | 1860          | Lecompton Démocrate   | Milton Latham                      |
| 7  | Isaac N. Quinn (intérim)     | 1860            | 1861          | Démocrate             | John G. Downey                     |
| 8  | Pablo de la Guerra (intérim) | 1861            | 1862          | Démocrate             | John G. Downey                     |
| 9  | John F. Chellis              | 1862            | 1863          | Républicain           | Leland Stanford                    |
| 10 | Tim M. Machin                | 1863            | 1867          | Unionist Republican   | Frederick Low                      |
| 11 | William Holden               | 1867            | 1871          | Démocrate             | Henry Haight                       |
| 12 | Romualdo Pacheco             | 1871            | 1875          | Républicain           | Newton Booth                       |
| 13 | William Irwin (intérim)      | 1875            | 1875          | Démocrate             | Romualdo Pacheco                   |
| 14 | James A. Johnson             | 1875            | 1880          | Démocrate             | William Irwin                      |
| 15 | John Mansfield               | 1880            | 1883          | Républicain           | George Clement Perkins             |
| 16 | John Daggett                 | 1883            | 1887          | Démocrate             | George Stoneman                    |
| 17 | Robert Whitney Waterman      | 1887            | 1887          | Républicain           | Washington Bartlett                |
| 18 | Stephen M. White (intérim)   | 1887            | 1891          | Démocrate             | Robert Waterman                    |
| 19 | John B. Reddick              | 1891            | 1895          | Républicain           | Henry Markham                      |
| 20 | Spencer G. Millard           | 1895            | 1895          | Républicain           | James Budd                         |
| 21 | William T. Jeter             | 1895            | 1899          | Démocrate             | James Budd                         |
| 22 | Jacob H. Neff                | 1899            | 1903          | Républicain           | Henry Gage                         |
| 23 | Alden Anderson               | 1903            | 1907          | Républicain           | George Pardee                      |
| 24 | Warren R. Porter             | 1907            | 1911          | Républicain           | James Gillett                      |
| 25 | A. J. Wallace                | 1911            | 1915          | Républicain           | Hiram Johnson                      |
| 26 | John Morton Eshleman         | 1915            | 1916          | Progressive           | Hiram Johnson                      |
| 27 | William Dennison Stephens    | 1916            | 1917          | Républicain           | Hiram Johnson                      |
| 28 | Clement Calhoun Young        | 1919            | 1927          | Républicain           | William Stephens Friend Richardson |
| 29 | Buron Fitts                  | 1927            | 1928          | Républicain           | C. C. Young                        |
| 30 | H. L. Carnahan               | 1928            | 1931          | Républicain           | C. C. Young                        |
| 31 | Frank Finley Merriam         | 1931            | 1934          | Républicain           | James Rolph                        |
| 32 | George J. Hatfield           | 1935            | 1939          | Républicain           | Frank Merriam                      |
| 33 | Ellis E. Patterson           | 1939            | 1943          | Démocrate             | Culbert Olson                      |
| 34 | Frederick F. Houser          | 1943            | 1947          | Républicain           | Earl Warren                        |
| 35 | Goodwin Jess Knight          | 1947            | 1953          | Républicain           | Earl Warren                        |
| 36 | Harold J. Powers             | 1953            | 1959          | Républicain           | Goodwin Knight                     |
| 37 | Glenn M. Anderson            | 1959            | 1967          | Démocrate             | Pat Brown                          |
| 38 | Robert Hutchinson Finch      | 1967            | 1969          | Républicain           | Ronald Reagan                      |
| 39 | Edwin Reinecke               | 1969            | 1974          | Républicain           | Ronald Reagan                      |
| 40 | John L. Harmer               | 1974            | 1975          | Républicain           | Ronald Reagan                      |
| 41 | Mervyn M. Dymally            | 1975            | 1979          | Démocrate             | Jerry Brown                        |
| 42 | Michael Curb                 | 1979            | 1983          | Républicain           | Jerry Brown                        |
| 43 | Leo T. McCarthy              | 1983            | 1995          | Démocrate             | George Deukmejian Pete Wilson      |
| 44 | Gray Davis                   | 1995            | 1999          | Démocrate             | Pete Wilson                        |
| 45 | Cruz Miguel Bustamante       | 1999            | 2007          | Démocrate             | Gray Davis                         |
| 45 | Cruz Miguel Bustamante       | 1999            | 2007          | Démocrate             | Arnold Schwarzenegger              |
| 46 | John Raymond Garamendi       | 2007            | 2009          | Démocrate             | Arnold Schwarzenegger              |
| 47 | Mona Pasquil (intérim)       | 2009            | 2010          | Démocrate             | Arnold Schwarzenegger              |
| 48 | Abel Maldonado               | 2010            | 2011          | Républicain           | Arnold Schwarzenegger              |
| 49 | Gavin Newsom                 | 2011            | 2019          | Démocrate             | Jerry Brown                        |
| 50 | Eleni Kounalakis             | 2019            | en cours      | Démocrate             | Gavin Newsom                       |